# フレデリック・モース
フレデリック・モース（英語: Frederick Mors, 1889年10月2日 - 1918年以降）は、オーストリア出身の殺人犯（シリアルキラー）。ニューヨーク市の介護施設に勤めていたが、1914年から1915年にかけて入居者8人を毒殺した。取調べに対しては非常に協力的で、いとも簡単に殺害を認めた。逮捕後、モースは誇大妄想狂（megalomaniac）を患っているとして精神病院への措置入院となったものの、後に脱走した。
脱走後はフレデリック・モーリス・ベーノの偽名で工場付医師として働いていたが、不法滞在に関連して逮捕された後に失踪した。1923年にはモースと思われる白骨遺体が発見され、毒で自殺を図ったものと推測された。

## 移民
オーストリア＝ハンガリー帝国生まれのカール・メナリック（Carl Menarik）ことフレデリック・モースが移民としてニューヨーク市の土を踏んだのは1914年7月のことである。ドイツ語話者であったため、労働局（Free Employment Bureau）はユニオンポート（現在のブロンクス区）にあったドイツ人向けオッドフェローズ・ホーム（友愛組織オッドフェローズの介護施設）でのポーターの職を紹介した。当時、ホームには250人の孤児と100人の老人が入居していた。
モースが誇大妄想を抱いていることは誰の目にも明らかだった。医療行為に異様な執着を持ち、様々な病院を回っては手術の見学を申し込んでいたほか、医薬品の種類やそれが人体に与える影響についても調べていた。モースは施設内で白衣を纏って聴診器を首にかけ、高齢入居者らに自らを「ヘル・ドクトル」（Herr Doktor, 「先生」）と呼ぶことを強要していた。若い入居者らは単に「愉快な人物」と捉えていたものの、高齢入居者らは「ヘル・ドクトル」の嗜虐的な態度を恐れていた。

## 殺人事件
1914年9月から1915年1月までの4カ月間に17人の入居者が死亡した 。これは明らかに異常な頻度であった。モースはヒ素とクロロホルムを用い、死亡者のうち少なくとも高齢者8人を手に掛けた。後の証言では、「彼らを苦難から開放したのだ」と主張した。最初の犯行に用いたヒ素は地元の薬剤師から入手したものだった。しかし、犯行にあたっていくつかの不便な点があったとして以後クロロホルムに切り替えたという。被害者らの死亡診断書には、死因は「自然死」と書かれていた。
1915年2月、モース自身が地方検事の事務所に押し入り、オッドフェローズ・ホームで最近起こった死亡事案は毒物によるものだと主張した。地方検事は当初こそ訴えを真剣に受け止めていたものの、モースが職務怠慢を理由にオッドフェローズ・ホームから解雇された元ポーターだとわかると考えを改め、モースを狂人として精神病院へ入院させる手配を行った。

## 捜査
しかし、間もなくして当局はオッドフェローズ・ホームで何らかの異常事態が起きていることを察知し、モースの証言も改めて深刻なものとして捉えられた。捜査開始直後、警察は高齢入居者や職員がモースを恐れていたことを突き止め、すぐに彼は主要な容疑者と見做された。そして取調べを受けた時、彼はすぐに4カ月間の死者17人のうち8人を自らが殺害したと認めたのである。モースは彼らが苦しんでいたために安楽死させたのだと主張した。手口については次のように述べた。

"まず、脱脂綿にクロロホルムを1、2滴たらし、それを老人の鼻孔に押し当てるのです。間もなく相手は気を失います。それから、身体の開口部に、つまり耳や鼻孔などを脱脂綿で塞いでいきます。次に喉へ少量のクロロホルムを注ぎ、気化したものが漏れ出ないよう同様に塞ぐのです。

First I would pour a drop or two of chloroform on a piece of absorbent cotton and hold it to the nostrils of the old person. Soon my man would swoon. Then I would close the orifices of the body with cotton, stuffing it in the ears, nostrils and so on. Next I would pour a little chloroform down the throat and prevent the fumes escaping the same way."

モースは施設長が重病人や高齢者の殺害を奨励したと主張した。
なお、捜査の過程では被害者の死亡診断書に署名した医師が実際には診断を行っていなかったことや、施設の薬品庫の管理が14歳の少女に一任されていたことなど、複数の不祥事も別途明るみに出た。解剖で最初の被害者の死因がヒ素だと明らかになった後、施設長アダム・バンガード（Adam Bangert）は収監された。ある職員は被害者の部屋でクロロホルムの臭いに気づいたが、バンガードからはそのまま放置するよう指示を受けたと証言した。このため、モースに注目が集まるまではバンガードが最も有力な容疑者と見做されていた。事件に注目が集まった結果、モースが関係していたか否かに関わらず、施設内で行われていた虐待などの不祥事が報道によって次々と掘り返されていった。こうしたこともあり、後に施設名は変更された。
捜査中に届けられたモースの父を名乗る人物からの手紙には、彼の本名がカール・メナリックであることや、祖国にいる頃から奇妙な行いをする人物であったことなどが述べられていたため、偽名での入国を理由とした強制送還が措置として検討された。結局、オッドフェローズ・ホームでの殺人事件の捜査は行き詰まり、明白な証拠といえるものはモース自身の自白しかなかったため、裁判を行わずに強制送還を行うことが決定した。
地方検察（district attorney）当局はモースを起訴せず、触法狂人（criminally insane）と認定した。彼はオーストリアへの送還を待つ間ハドソン川州立病院に入院することとなった。1916年5月12日、モースは病院を脱走して消息を絶った。数ヶ月間の捜索も虚しく、警察は一切の痕跡を発見できなかった。さらに、当時は既に第一次世界大戦が勃発しており、アメリカの参戦を求める声も徐々に大きくなっていた。こうした情勢下にあって、モースの脱走は世間の関心を引く事件ではなくなっていた。

### トリントンの医師
大戦の激化に伴い、アメリカ各地の工場生産量は急増し、多くの人々が工場労働者として雇用された。コネチカット州トリントンもその恩恵を受けた工業都市の1つであった。トリントン工場には事故に即応するための医療班が設置されており、ここには医師が常駐していた。採用された時期や経緯は不明だが、いつ頃からかフレデリック・モーリス・ベーノ（Frederick Maurice Beno）という風変わりな医師がこの医療班を率いていた。その後、アメリカで暮らすドイツ人が敵性外国人に指定され、当局に登録が求められるようになる。これに関連して当局が調査したところ、フレデリック・モーリス・ベーノという人物の入国記録が存在しないことが明らかになった。1918年2月に逮捕されたベーノは、入国した1915年から1917年までの経歴について曖昧な証言しか行わなかった。そのため不法滞在について起訴を受けたが、間もなくして釈放された。しかし、逮捕されたという噂が広まったことでベーノは解雇され、4月までに知人らに宛てた3通の手紙を残し失踪した。いずれの手紙も自殺を予告する内容だった。当局が捜索を行ったが、ベーノは発見されなかった。
トリントン工場で昼食を採っていた工員ヘンリー・ゴドレ（Henry Godere）は、何気なく1915年3月21日付の古新聞に目を通していたが、そこに殺人犯フレデリック・モースとして掲載されていた写真がベーノとよく似ていることに気づいた。ゴドレは驚いて同僚たちにも写真を見せたが、やはり誰もがよく似ていると答えた。彼らの多くはベーノからの治療を受けた経験があった。ゴドレからの通報を受けて、再び捜査が始まった。この時にはベーノの服装や態度がモースによく似ていたこと、ベーノがかつて一緒に下宿していた男にF.M.というイニシャルの入った煙草入れを渡していたことなどが明らかになった。しかし、やはりベーノ/モースが見つかることはなく、数ヶ月後には世間の関心も薄れ、再び忘れられた事件となった。
1923年、トリントンから近い同州ノースフィールドの農場にて人骨が発見された。頭部がなく、身元を特定できるものも身に着けていなかったが、検死官は遺体がモースのものであるとして、トリントンでの失踪後に毒で自殺を図ったものと推定した。遺体の隣には2本の瓶が残されていた。一方にはウィスキーが入っていた痕跡があったが、もう一方の内容物は特定されなかった。正確にはわからないものの、白骨化の状態などを踏まえると死後数年経っていることは明らかだった。